# Roseland Ballroom
El Roseland Ballroom era un salón de usos múltiples, en una pista de patinaje sobre hielo convertida, con un colorido pedigrí de baile de salón, en el distrito de teatros de la ciudad de Nueva York, en West 52nd Street en Manhattan.
El lugar, según su sitio web, acomodó a 3200 de pie (con 300 adicionales en el piso de arriba), 2500 para una fiesta de baile, entre 1300 y 1500 en estilo teatro, 800-1000 para una cena sentada y 1500 para un buffet y baile.
El lugar albergó una amplia variedad de eventos, desde una fiesta de cumpleaños de Hillary Clinton hasta fiestas anuales del circuito gay, estrenos de películas y actuaciones musicales de todos los géneros, incluido el espectáculo Elements of 4 de Beyoncé y la gira nacional de conciertos Apocalyptour de Team StarKid de las estrellas de Internet. También era conocido como el lugar donde la cantante estadounidense Fiona Apple se derrumbó durante un concierto en 2000.
La parte trasera del lugar daba a West 53rd Street y al Teatro Ed Sullivan.
El 18 de octubre de 2013, se anunció que el lugar cerraría el 7 de abril de 2014. Lady Gaga completó una breve residencia como la última artista antes del cierre del Roseland Ballroom.

## Historia

### Broadway en la ubicación de la calle 51
Roseland fue fundada inicialmente en Filadelfia, Pensilvania en 1917 por Louis Brecker con financiamiento de Frank Yuengling de la familia de cerveza DG Yuengling & Son.
En 1919, para escapar de las leyes azules de Filadelfia, Brecker y Yuengling trasladaron el lugar a 1658 Broadway en 51st Street en Manhattan, en el segundo piso de ese edificio de cinco pisos, inaugurado el 31 de diciembre de 1919. Los invitados hicieron fila para codearse con celebridades como Will Rogers y Florenz Ziegfeld . Era un club de baile "solo para blancos" llamado el "hogar del baile refinado", famoso por los grupos de "orquesta de la sociedad" que tocaban allí, comenzando con Sam Lanin y sus Ipana Troubadours.
Postal promocionando la "Apertura de Otoño" del club del 9 de octubre de 1945
La atmósfera de baile de salón del club, totalmente blanca, cambió gradualmente con el ascenso en popularidad del hot jazz , interpretado por bandas afroamericanas en la escena de los clubes nocturnos de Nueva York. La Orquesta de Jazz de Nueva Orleans de Piron tocó en el salón de baile en 1924. A menudo, dos o más orquestas se alternaban entre sí para tener música de baile continua. La banda de Fletcher Henderson tocó en Roseland en las décadas de 1920 y 1930. Louis Armstrong, Count Basie (con su "Roseland Shuffle") y Chick Webb siguieron con sus orquestas. Otros directores de orquesta de renombre que tocaron en el lugar incluyeron a Vincent López, Harry James, Tommy Dorsey y Glenn Miller . Muchas actuaciones de grandes bandas fueron transmitidas en vivo desde Roseland por cadenas de radio; sobreviven grabaciones de varias transmisiones de NBC de 1940, con la joven Ella Fitzgerald al frente de la banda Chick Webb.
Brecker popularizó acrobacias como el baile de maratón (hasta que se prohibió), organizó peleas de premios femeninas, exhibiciones de yo-yo, concursos de estornudos y docenas de bodas de jazz muy publicitadas con parejas que se conocieron en el club.
A medida que el club envejecía, Brecker intentó formalizar más el baile haciendo que las anfitrionas bailaran por una tarifa, con gorilas vestidos de esmoquin (conocidos cortésmente como "hombres de la casa") manteniendo el orden. Iba a abrirse paso en las historias de Ring Lardner, Sherwood Anderson, F. Scott Fitzgerald y John O'Hara, así como en una historia de Doonesbury (de Garry Trudeau ) con Alice Schwarzman y Phil Slackmeyer. 

### Ubicación de la calle 52
El New York Roseland original fue demolido en 1956 y se trasladó a su nueva sede en West 52nd, un edificio que Brecker había convertido antes de una pista de patinaje sobre hielo en una pista de patinaje sobre ruedas. Había sido construido en 1922 a un costo de $ 800,000 por la franquicia de patinaje sobre hielo de Islandia. Mil patinadores se presentaron en la noche de apertura en la pista de 80 por 200 pies el 29 de noviembre de 1922. Islandia quebró en 1932 y la pista abrió como Gay Blades Ice Rink. Brecker se hizo cargo en la década de 1950 y lo convirtió en patinaje sobre ruedas.
La revista Time describió el interior de apertura del nuevo Roseland como una "decoración púrpura y cereza similar a una tienda de campaña que crea un efecto definido de harén ". Brecker intentó mantener su estilo de baile de salón, prohibiendo el rock and roll y la música disco . En 1974, Brecker le dijo a The New York Times: "Bailar mejilla con mejilla, de eso se trata este lugar".
Brecker vendió el edificio en 1981 a Albert Ginsberg. Bajo los nuevos propietarios, Roseland comenzó a programar regularmente "noches de discoteca", lo que dio lugar a un período en el que se consideraba un lugar peligroso y una amenaza para el vecindario. En 1984, un adolescente fue asesinado a tiros en la pista de baile. En 1987, un hombre de Harlem de 34 años recibió un disparo mortal en el vestíbulo.
En 1990, después de que el turista de Utah Brian Watkins fuera asesinado en el metro, cuatro de los ocho sospechosos (miembros de la pandilla FTS) fueron encontrados festejando en Roseland. Como resultado, Roseland suspendió las "noches de discoteca".
Su estructura de tres pisos de poca altura en la parte superior de la pista de baile de un cuarto de acre en el centro de Manhattan ha suscitado preocupaciones sobre su demolición para su remodelación. En 1996, un nuevo propietario, Laurence Ginsberg, presentó planes para derribar el lugar y reemplazarlo con un edificio de apartamentos de 42 pisos y 459 unidades. Un portavoz de Ginsberg dijo que la presentación era para "vencer la fecha límite para los códigos de terremotos nuevos y más estrictos, que entraron en vigencia antes" en 1996. El espacio interior se renovó posteriormente.
El sitio se está convirtiendo en una torre de uso mixto de 62 pisos.

## Cierre

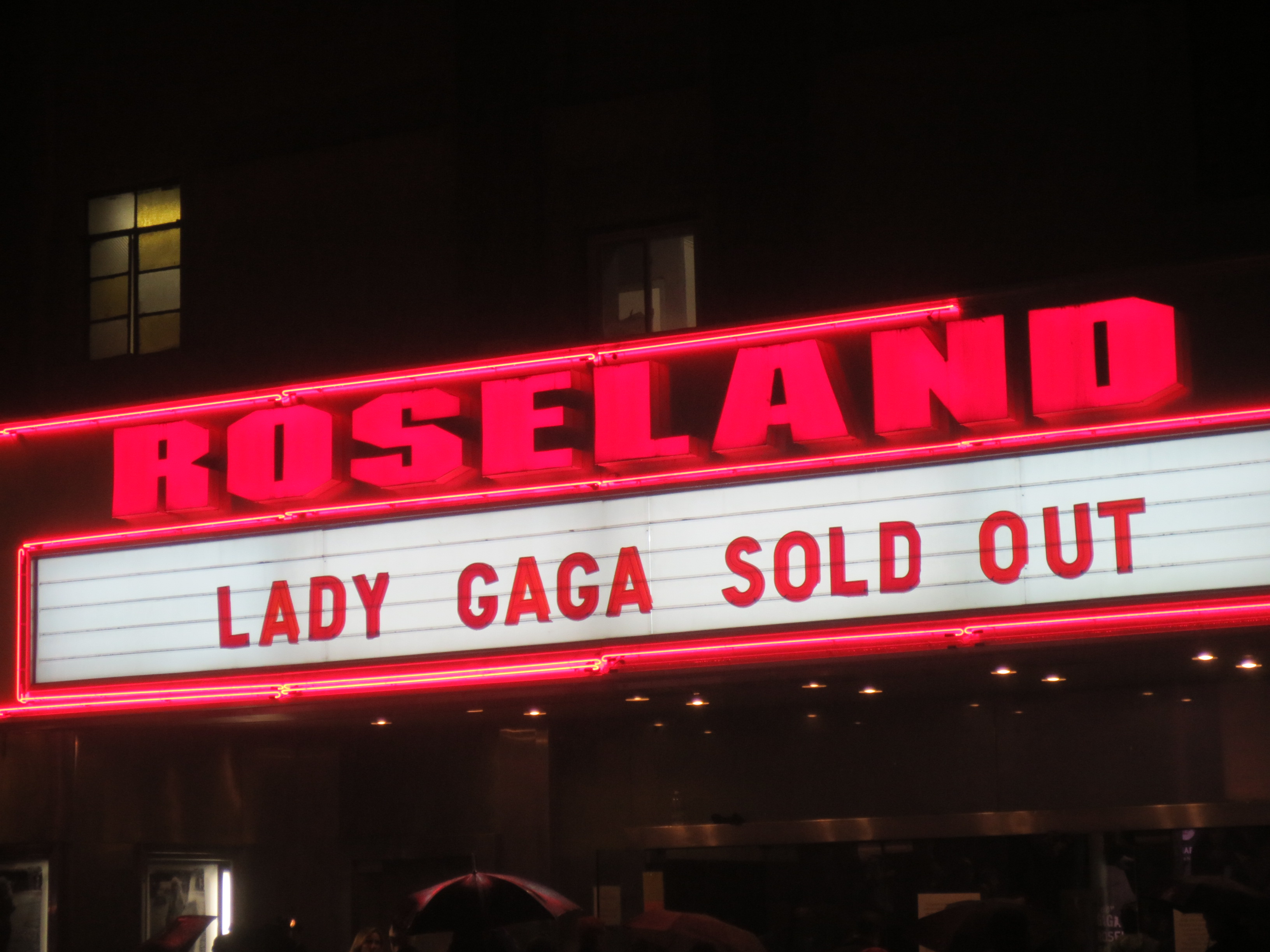
Marquesina final de los conciertos dados por Lady Gaga en 2013.

En noviembre de 2013, se anunció que Lady Gaga encabezaría siete espectáculos (28, 30, 31 de marzo y 2, 4 y 6 de abril de 2014), que serían las actuaciones finales en el lugar. Se agregó un séptimo espectáculo, realizado el 7 de abril de 2014, que cerró oficialmente el recinto. "G.U.Y" fue la última canción interpretada en Roseland Ballroom.

## Grabaciones en vivo en el lugar

### Películas
- Malcolm X dirigido por Spike Lee tiene una escena de baile en el salón de baile.
- Roseland, dirigida por James Ivory y protagonizada por Christopher Walken.

### Música
- Meltdown, un bootleg de la actuación de Nirvana en el New Music Seminar el 23 de julio de 1993.
- Las escenas en vivo utilizadas en el video de No Doubt "Don't Speak" fueron de una actuación del 21 de agosto de 1996 en el Roseland Ballroom.
- Live at Roseland Ballroom, un álbum en vivo de 1996 de Gov't Mule.
- Roseland NYC Live, un álbum en vivo de 1998 de Portishead.
- Phish actuó en el Roseland el 23 de mayo de 2000, para la grabación de Hard Rock Live de VH1, que se emitió por primera vez el 1 de julio de 2000.
- Shakira actuó en el Roseland Ballroom en 2001.
- Live Scenes from New York y Metropolis 2000: Escenas de Nueva York , álbum en vivo y DVD de Dream Theater (2001).
- Roseland Ballroom 2003, una grabación pirata de un concierto de AC/DC de 2003.
- Evil or Divine, un álbum en vivo y DVD de 2005 del artista de heavy metal Dio.
- "Abrasions Mount The Timpani", "Take The Veil Cerpin Taxt", "A: Gust Of Mutts" y "B: And Ghosted Pouts" del álbum en vivo Scabdates de The Mars Volta (2005)
- Honda Civic Tour presentó a Panic! At The Disco el 8 de mayo de 2008.
- Madonna: Hard Candy Promo Tour - filmado para la transmisión en línea de MSN el 30 de abril de 2008.
- Phil Collins: Going Back - En vivo en Roseland Ballroom, Nueva York (2010).
- Beyoncé realizó un espectáculo de revista titulado 4 Intimate Nights with Beyoncé el 14, 16, 18 y 19 de agosto de 2011. El primer espectáculo se agotó en 22 segundos y las tres actuaciones restantes en el minuto siguiente. El 21 de noviembre de 2011 se lanzó un DVD del programa titulado Live at Roseland: Elements of 4.
- Steve Aoki : Deadmeat Live at Roseland Ballroom fue grabado en 2012.
- Nicki Minaj realizó un concierto gratuito para su última fecha en Estados Unidos de su Pink Friday Tour el 14 de agosto de 2012, que fue transmitido por Pepsi en Roseland.
- Lady Gaga Live at Roseland Ballroom: filmado para la transmisión en línea de Verizon Wireless el 7 de abril de 2014, el último día del concierto de residencia de Lady Gaga y también la fecha de cierre de Roseland.

### Teatro
- En A Chorus Line, el personaje de Al DeLuca canta sobre cómo su padre llevaría a su madre al Roseland Ballroom en la canción Montage 3: Mother.